# 織田勝長
織田勝長（?—1582年6月21日），安土桃山時代的武將，織田信長的五男（一說四男）。幼名坊丸，又名津田源三郎。

## 生平
他是岩村城主遠山景任遺孀阿豔的養子。阿豔是信長的姑姑，因為景任沒有子嗣就過世了，於是信長將勝長送去做岩村城主遠山家的後嗣。不過因為坊丸（勝長）還年幼的關係，岩村城的實質權力都由這位姑姑掌握著。
但是到了元龜三年（1572年），武田信玄的武將秋山信友攻下岩村城，此城便纳入武田方统治之下。同時，阿豔與武田家達成和議，迎秋山信友入城做她的丈夫。想當然爾，信友便成為岩村城主，而坊丸則被送到甲斐，做信玄的養子（人質）。
天正九年（1581年）十一月，武田勝賴將坊丸送回安土城，他這才與信長再次見面。同年元服，取名為勝長，並且封為尾張犬山城主。他幫助其兄信忠，參與進攻武田家的戰事。後來對信濃、上野進行攻略，使武田方的武將小幡氏投降，在戰場上活躍。但是本能寺之變時，他與信忠在一起，最後他在二條御所奮戰時遇害。